# Sindala

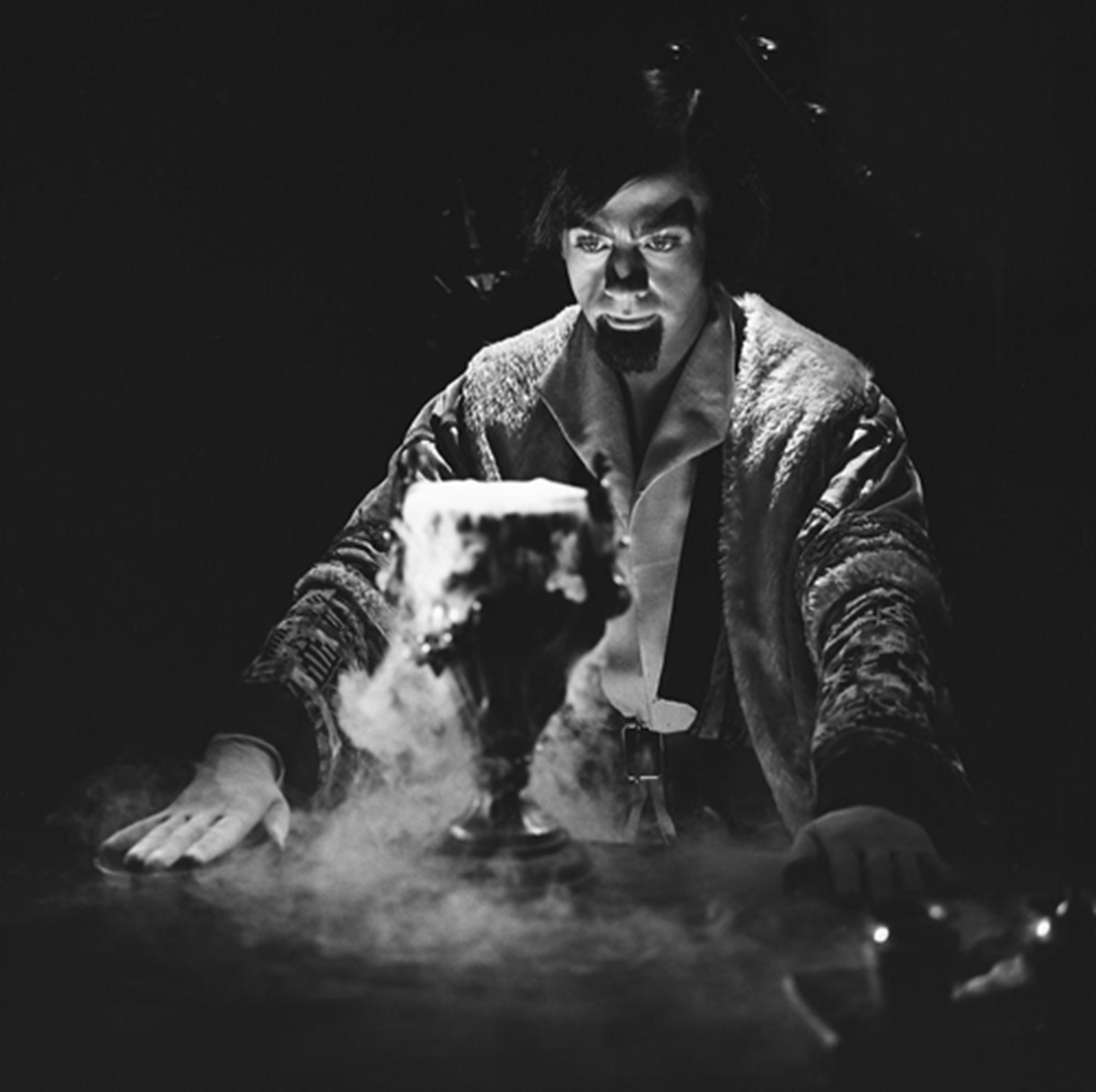
Jos Bergman in de rol van Sindala

Sindala is een personage uit de televisieserie Floris uit 1969, die werd gespeeld door acteur Jos Bergman.

## Over Sindala
De Oosterse fakir Sindala kwam samen met Floris mee uit India. Hij is de mysterieuze vriend van Floris die in staat is om de wonderbaarlijke krachten van de natuur te gebruiken. Natuurlijk draait de serie om de stoere held Floris, maar deze kan niet zonder de raad en trucs van Sindala. Sindala is vegetariër.

## Sindala in televisieseries, stripverhalen en film
- 1969 - Eerste aflevering van de televisieserie Floris met Jos Bergman als Sindala.
- 1972 - Begin van de krantenstrip 'Floris' in dagblad De Telegraaf.
- 1974 - Uitgave stripalbum Floris: Twee machtige avonturen.
- 1975 - Begin van de Duitse televisieserie Floris von Rosemund met Derval de Faria als Sindala.
- 1983 - Uitgave stripalbum Floris: Het Rode Meel.
- 1985 - Uitgave stripalbum Floris: De nachtruiter.
- 1986 - Uitgave stripalbum Floris: Pelgrims voor de Madonna.
- 1987 - Uitgave stripalbum Floris: Het Goud van de Alchimist.
- 2004 - De speelfilm Floris, waarin Sindala in een flashback te zien is. (archiefbeelden)